# HD 2454
HD 2454 är sannolikt en dubbelstjärna i den mellersta delen av stjärnbilden Fiskarna som också har Bayer-beteckningen variabelbeteckningen 88 G Piscium. Den har en kombinerad skenbar magnitud av ca 6,04 och är mycket svagt synlig för blotta ögat där ljusföroreningar ej förekommer. Baserat på parallaxmätning inom Hipparcosuppdraget på ca 27,4 mas, beräknas den befinna sig på ett avstånd på ca 119 ljusår (ca 37 parsek) från solen. Den rör sig närmare solen med en heliocentrisk radialhastighet på ca -10 km/s. Den har en relativt stor egenrörelse av 0,208 bågsekunder per år över himlavalvet.

## Egenskaper
Den synliga komponenten i HD 2454 är en gul till vit stjärna i huvudserien av spektralklass F5 V Sr, som i dess spektrum har en ovanligt stark strontiumlinje (Sr II) med en våglängd av 4 077 Å. Den har en massa som är ca 1,2 solmassor, en radie som är ca 1,6 solradier och har ca 4,6 gånger solens utstrålning av energi från dess fotosfär vid en effektiv temperatur av ca 6 500 K.
HD 2454 var den första stjärnan som identifierades som en bariumstjärna, av Tomkin et al. (1989), och är den ljusaste av sådana objektet. Den visar ett svagt överskott av elementet barium, som antas ha tillförts när en oupplöst följeslagare i form av en vit dvärg passerade genom skedet av asymptotiska jättegrenen (RGB).
Den synliga komponenten visar betydande överskott av tre s-process toppelement som genereras under RGB-fasen, samt ett svagt överskott av kol. I kontrast visar den stark utarmning av litium och beryllium, så väl som ett noterbart underskott av bor. Ytöverskottet av dessa lättare element kan ha uppstått under massöverföringsprocessen, efter att tidigare ha konsumerats i följeslagarens kärnregion.